# Estádio Nacional do Barém
O Estádio Nacional de Barém é um estádio de futebol localizado em Rifa, no Barém. Possui capacidade para 24.000 lugares, a equipe do Riffa e a seleção nacional jogam no estádio.
Foi construído em 1982. O estádio foi reformado em dezembro de 2012 para sediar o 21º torneio da Copa das Nações do Golfo.